# Vadim Meller
Vadim Meller (en ucraniano: Вадим Георгійович Меллер; San Petersburgo, Imperio ruso, 16 de abril de 1884 - Kiev, Unión Soviética, 4 de mayo de 1962) fue un pintor, diseñador y escenógrafo ucraniano. Su arte es considerado vanguardista, principalmente agrupado dentro del cubismo y constructivismo. 

## Biografía
Vadim Meller nació en San Petersburgo, y era el hijo de un funcionario superior en el Ministerio de la Justicia de la Rusia Imperial. Su padre, George Meller, era un noble nacido sueco, su madre, Helen Caruso, medio italiana y medio griega, procedía también de una familia noble. Se casó con Nina Genke-Meller.  
Después de graduarse en Derecho por la Universidad de Kiev, adquirió una educación artística en la Academia de Bellas Artes de Múnich. Estuvo en estrecho contacto con el grupo Der Blaue Reiter, presentado por Paul Klee. Se hizo amigo de Vasili Kandinski. Comenzó a exponer sus obras después de trasladarse a París, donde formó parte de la Sociedad de Artistas Independientes. Meller estudió igualmente con Antoine Bourdelle. En 1912-1914, participó en exposiciones junto con Kazimir Malévich, Sonia Delaunay, Oleksandr Arjípenko y Aleksandra Ekster: Salón de los Independientes, Salón del resorte y Salón de Otoño junto a Pablo Picasso, Georges Braque y André Derain.
Después de regresar a Kiev en 1917, trabajó en pintura monumental, diseño gráfico, y diseño de vestuario. Su transición a la escenografía como el campo principal de su actividad artística ocurrió en los primeros años después de la revolución. A partir de 1919 - 1920, trabajó con la bailarina Bronislava Nijinska, hermana de Vátslav Nizhinski, en su estudio del ballet clásico. En 1922, Meller fue invitado al recién fundado Teatro Berezil.
En 1925, Meller participó en la exposición Exposición de Artes Decorativas de 1925 (art déco) en París, donde le concedieron una medalla de oro por el diseño interior del Teatro de Berezil. Trabajó en el diseño para teatro en Ucrania hasta 1945. A partir de 1925, también enseñó en el Instituto del Arte de Kiev (KJI) junto con Vladímir Tatlin y Aleksandr Bogomázov. En el mismo año, se hizo miembro de la Asociación de Artistas Revolucionarios de Ucrania junto con los cofundadores David Burliuk y Alexander Bogomazov (cofundador), y otros artistas como Vasili Yermílov, Víctor Pálmov y Aleksander Jvostenko-Jvostov. 
Meller trabajó como director temporal del Instituto Monumental de la Pintura y de la Escultura de la Academia de Arquitectura de la República Socialista Soviética de Ucrania (1946-1948), siendo un artista principal del Teatro de Comedia Musical de Kiev (1948 - 1953) y del teatro dramático Iván Frankó de Kiev (1953-1959).
Vadim Meller murió en Kiev.
- «Vadym Meller», en la Enciclopedia de Ucrania, ejemplos de trabajos
- Vadym Meller, Vanguardia y Ucrania, p.195, catálogo de exposición celebrada en Múnich en 1993.
- En Ucrania, Toulouse, Francia, 1993.
- Vanguardismo ucraniano de los años 1910 a 1930/de Ukrajinska Avangarda 1910-1930. Zagreb, 1991, Croacia.
- El constructivismo expresivo de Vadym Meller, Olga Petrova, pp. 5-32, catálogo, Aventuras Vanguardistas de una exposición, Museo Nacional del Arte de Ucrania (NAMU), 2004, Kiev, Ucrania.

- Datos: Q1377165